# Воган, Боб
Роберт Чарлз «Боб» Воган (англ. Robert Charles "Bob" Vaughan; р. 24 марта 1945) — британский математик, член королевского общества, работающий в области аналитической теории чисел.

## Карьера
С 1999 года профессор Университета штата Пенсильвания, с 1990 года член Лондонского королевского общества. Защитил степень доктора философии (PhD) в Лондонском университете под руководством Теодора Эстерманна. Был научным руководителем Тревора Вули.

## Награды и звания
В 2012 году стал членом Американского математического общества.

## Публикации
- The Hardy–Littlewood Method (англ.). — 2nd. — Cambridge University Press, 1997. — Vol. 125. — (Cambridge Tracts in Mathematics). — ISBN 978-0-521-57347-4.
- Hugh L. Montgomery; Robert C. Vaughan. Multiplicative number theory I. Classical theory (англ.). — 2007. — Vol. 97. — (Cambridge tracts in advanced mathematics). — ISBN 0-521-84903-9.